# Adolf Kosárek
Adolf Kosárek (6. ledna 1830, Herálec – 29. října 1859, Praha-Malá Strana) byl český malíř, významný představitel romantické krajinomalby. 

## Život
Adolf Kosárek se narodil jako nejmladší syn Antonína Kozárka, důchodního na panství Trauttmannsdorfů v Herálci. Měl o deset let staršího bratra Aloise a sestru Emili. Matka Jana, rozená Klepschová, pocházela z Mikulovic u Znojma. Z Herálce na české straně Vysočiny se rodina přestěhovala do Chlumku u Vlkanče na panství Golčův Jeníkov. Zde otec tříletého Adolfa nastoupil jako správce poplužního dvora. Malý Adolf navštěvoval školu ve Vlkanči a v letech 1840 – 1844 „Hlavní školu“ v Kutné Hoře.
Od dětství jej zajímalo malování, ale otec si přál, aby syn byl také úředníkem. Proto jej poslal ve čtrnácti letech na hospodářskou praxi ke kmotru Antonínu Schubertovi, který se stal vrchním úředníkem na arcibiskupském statku v Dobřejovicích. Zde Kosárek upozorňoval lesní i polní dělníky na tvary mračen, proměny osvětlení, tvářnost listnatých a jehličnatých stromů, a také všechna pozorování pilně skicoval. Horlivý malíř-samouk kaplan Böttcher ze sousední vsi Čestlice si povšiml jeho počínání a zasvětil ho do užívání barev.
Mladý písař důchodového úřadu pokračoval ve své zálibě i po přemístění do Rožmitálu i od roku 1849 na správě arcibiskupského statku v Dolních Břežanech. Pravděpodobně ředitel arcibiskupské kanceláře Pollach nalezl pod úředními akty množství kreseb a barevných skic a doporučil Kosárkovu žádost o stipendium, adresovanou tehdy novému pražskému arcibiskupovi Bedřichu Schwarzenbergovi. Uměnímilovný arcibiskup skutečně poskytl Kosárkovi roční podporu 120 zlatých a umožnil mu ve dvaceti letech absolvovat přijímací zkoušky na pražskou Akademii. V listopadu 1850 Kosárek nastoupil do elementární třídy, ale díky píli a nadání záhy přešel do krajinářské školy Maxe Haushofera. Ten jej považoval za svého vůbec nejnadanějšího studenta. Mezi Kosárkovy přátele patřili V. Barvitius a A. Bubák.
Již v roce 1853 vystoupil Adolf Kosárek na veřejnosti na jarní výstavě Krasoumné jednoty hned se třemi obrazy, které sklidily úspěch – šlo o Krajinu v bouři, Podzimní jitro a zejména Stmívání. Následujícího roku 1854 vystavil opět tři krajiny, z nichž nejvyspělejší byl Motiv od Pardubic, dále menší V lese a Letní den (Krajina od Hradce Králové).
V únoru 1855 si našel byt v Praze na Malé Straně, v domě čp. 150/III U černého beránka (Valdštejnská ulice 4). V roce 1855 vystavil romantickou Ideální krajinu většího formátu, ale také, kritikou tehdy nepříliš pochopenou, Krajinu ze středních Čech, druhou, vytříbenou a oproštěnou verzi téhož námětu, k němuž se vrátil ještě o dva roky později. Od roku 1854 již Adolf Kosárek nedostával podporu a musel se živit pouze malováním. Přestože maloval pilně, nedokázal těžit z kvality svého díla a prodával své obrazy obvykle za nízké sumy. 
Následujícího roku 1856 vytvořil rozměrnou Lesní krajinu, která sklidila skutečný úspěch a stržil za ni 560 zlatých. Kosátek namaloval ještě dvě její varianty. Díky penězům za prodané obrazy podnikl ještě v roce 1856 samostatnou studijní cestu na Rujánu. S touto cestou souvisí obrazy Studie krajiny pod mrakem, Krajina s větrným mlýnem, Hřbitov u moře, Měsíčná noc a pravděpodobně na objednávku malovaný Stubbenkammer na Rujáně. Podle svědectví přítele a souputníka Viktora Barvitia Kosárek tuto svou cestu steskem po domově značně zkrátil. Peněz za obrazy z výstavy roku 1857, tedy Hřbitova u moře, známého nyní jen podle studie, a Zimní noci (ve sbírce NG Praha), zřejmě použil ke krátké cestě do rakouských Alp, z níž vytěžil několik svěžích studií horských vrcholů.
Rokem 1858 začalo období Kosárkovy vrcholné tvorby, které otevírá obraz Česká krajina. Zároveň se ale zhoršil jeho zdravotní stav. Vyčerpání a hmotný nedostatek pravděpodobně přispěly k propuknutí tuberkulózy plic v umělcových osmadvaceti letech. Jeho rozpoložení vystihuje obraz Osamělá krajina, známá též jako Selská svatba. Dodatečně tehdy obeslal jarní výstavu Motivem z Kokořínských údolí, dnes nezvěstným obrazem. Dalšími díly vzniklými v tomto roce, je esence Kosárkovy tvorby Krajina s poutníky, Podzimní krajina i chmurný Zimní večer. V létě pobýval v Krkonoších, kde se poněkud zotavil z prvního záchvatu souchotin.
Spolu se Zimním večerem vystavil roku 1859 roku i dvě letní krajiny, které nelze ztotožnit s Letní krajinou ani Krajinou s kaplí. Jedním z posledních dokončených obrazů je Krajina s povozem v úvozové cestě.
Jakkoliv byl Kosárkův osud tragický, malíř byl obklopen vřelým přátelstvím kolegů, kteří se snažili pomoci jeho vdově a dceři. Již necelý rok po Kosárkově smrti navrhoval historik umění Antonín Schmidt hraběti Thunovi uspořádání posmrtné výstavy, ke které však shodou nepříznivých okolností nedošlo. První souborná výstava tak proběhla až v roce 1924, následovaly další v letech 1959 a 1990.
V roce 2014 byl na aukci Dorothea ve Vídni Kosárkův obraz Otevřená krajina prodán za 4,1 mil. Kč.

### Rodinný život
Adolf Kosárek se 27. září 1858 oženil s dcerou své bytné, švadlenou Františkou Pokornou.  Bylo to v době, kdy se po delším pobytu na venkově jeho nemoc zdánlivě uklidnila. Dne 2. listopadu 1858 se manželům Kosárkovým narodila dcera Františka.

Zemřel rok po svatbě, ve věku 29 let na tuberkulózu. Pochován je na Malostranském hřbitově. Jeho nevěstu, která se měla dozvědět o smrtelné nemoci svého ženicha při šití svých svatebních šatů, údajně namaloval Josef Mánes na obraze Švadlenka.

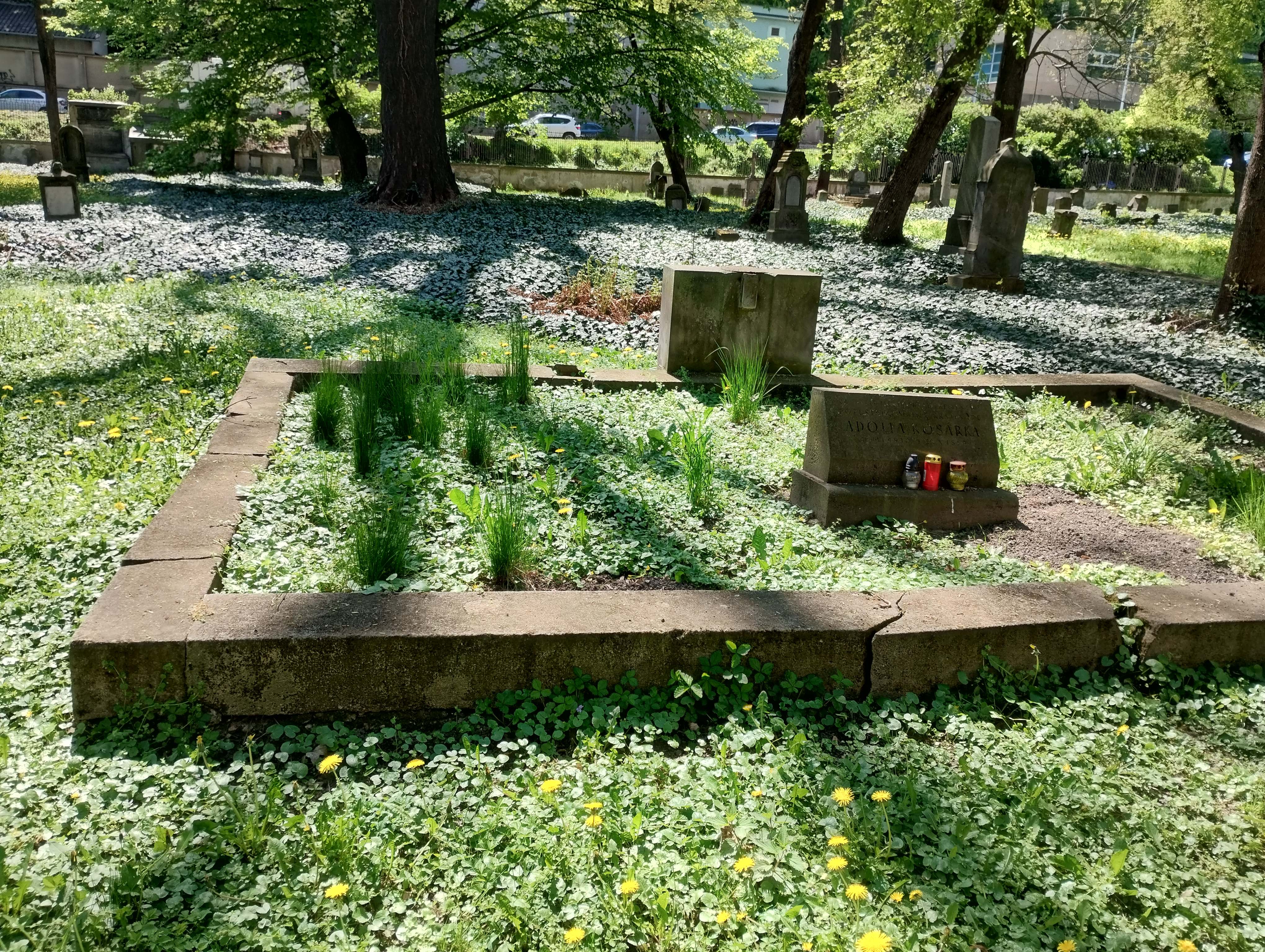
Hrob na Malostranském hřbitově
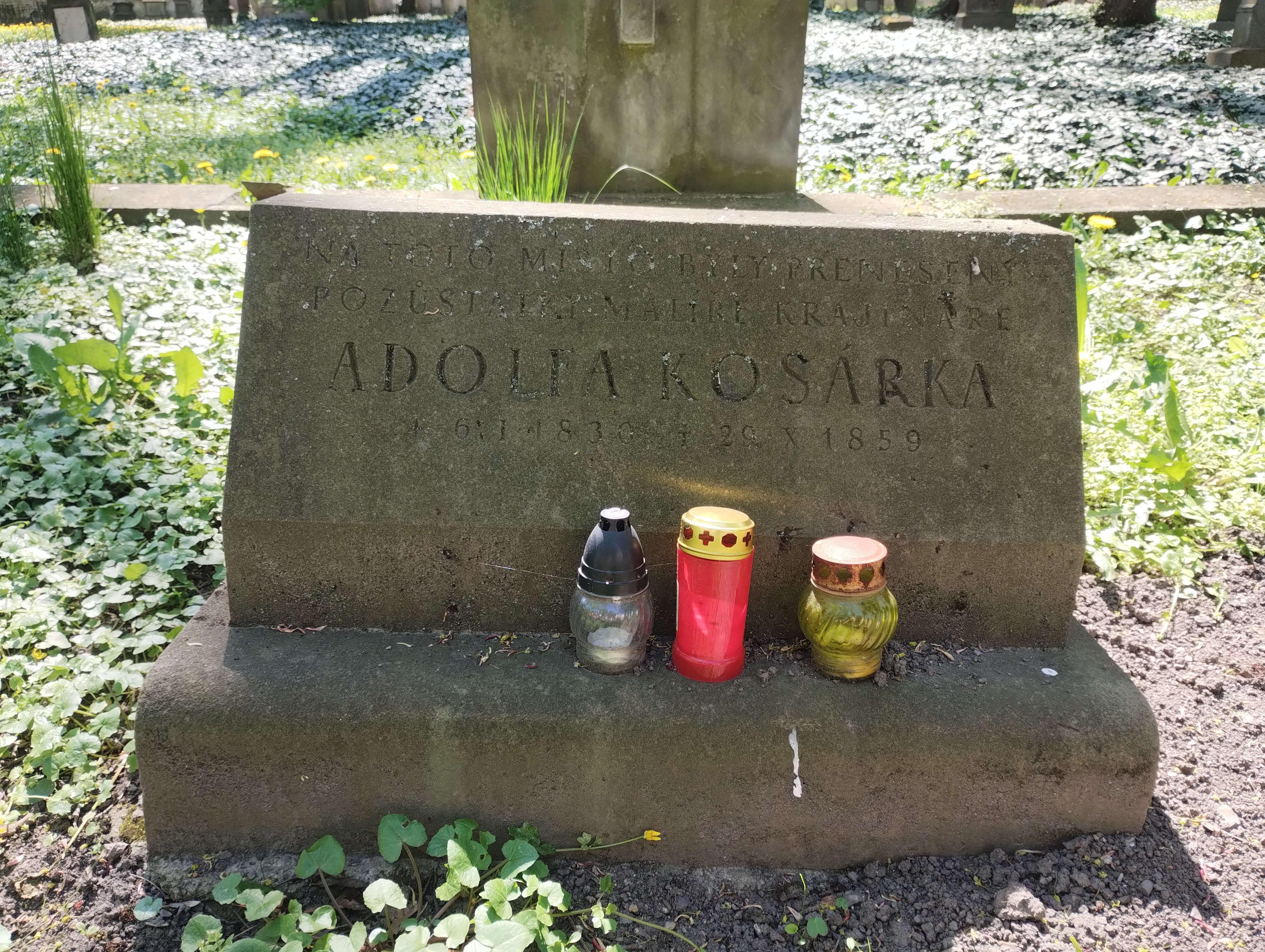
Detail desky hrobu na Malostranském hřbitově
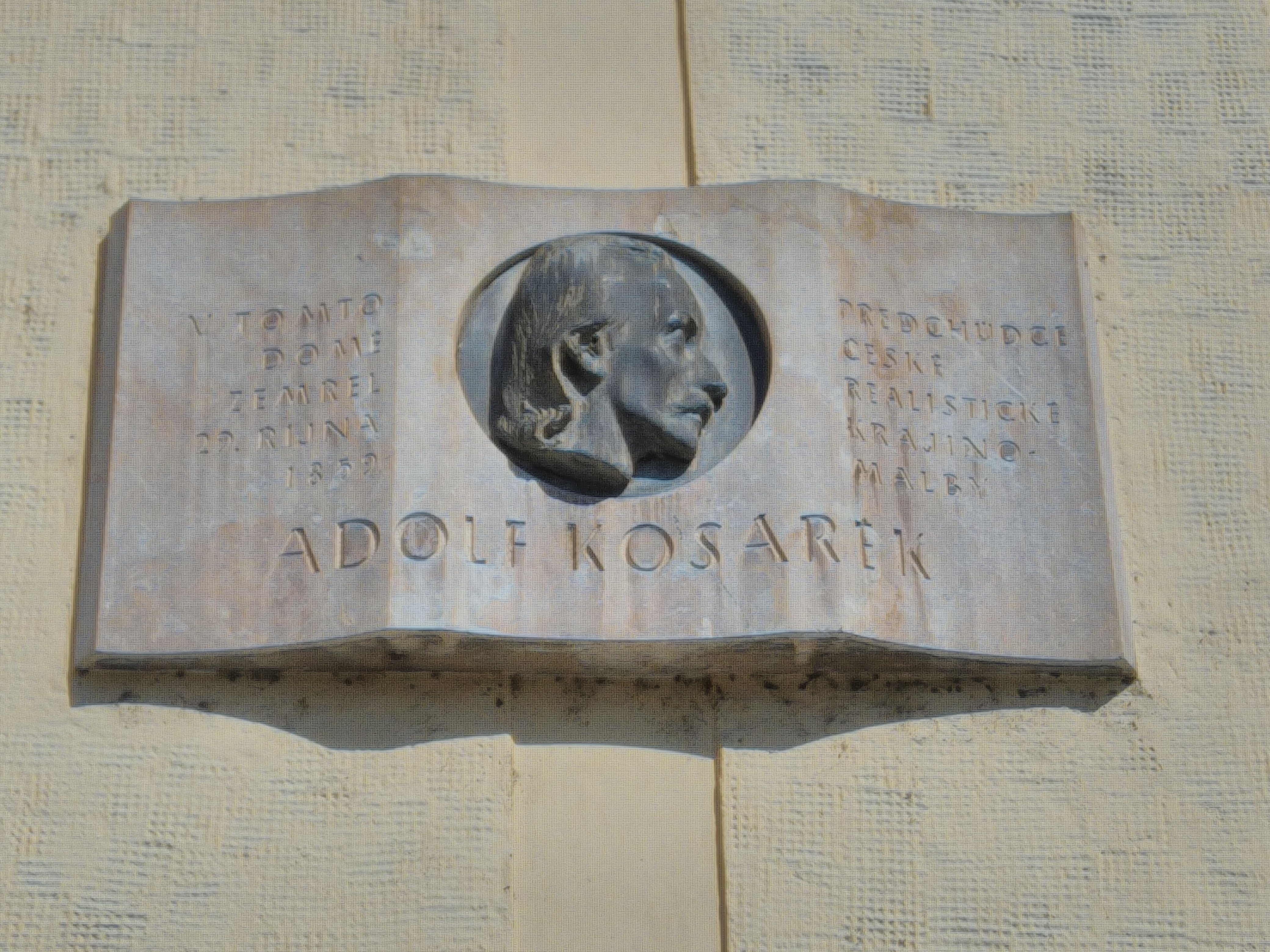
Pamětní deska Adolfa Kosárka na domě Valdštejnská 4, Praha

## Dílo
Adolf Kosárek patřil k nejnadanějším studentům své generace a do současnosti je pokládán za zakladatele novodobé české krajinomalby. Poznal jak českou krajinářskou školu, tak tehdy proslulou mnichovskou malbu.
Hlavním motivem Kosárkovy tvorby, která vznikla v období pouze devíti let, byla česká krajina. Ve svých obrazech tehdejší romantické pojetí krajinomalby přiváděl postupně k realismu. Jeho obrazy nejsou většinou přesnými výřezy skutečnosti, ale jsou kompozicemi z různých typických prvků, jejichž výběr a uspořádání podtrhuje charakter té které krajiny. Zvláštní oblibě se u Kosárka těšily světelné proměny počasí a denní doby, které dokázal velmi přesvědčivě vystihnout. V raných dílech je častým motivem bouře. Dovedl vyjádřit atmosféru konkrétní chvíle a vtisknout krajině subjektivní prožitek, sepětí lidského života s přírodou. Svým pojetím položil základy moderní české krajinomalby. 
Během několika pobytů v Alpách a Krkonoších vytvářel studie a skici horské krajiny, podle nichž pak namaloval velké obrazy jako Alpská krajina nebo Bažiny v horách (Mlhy v Krkonoších). 
- Bouře na horách
- Před bouří
- Česká krajina
- Horské jezero v bouři
- Stmívání
- Podzimní jitro
- Motiv od Pardubic
- Krajina s čápem
- Rovina pod mraky
- Krajina s větrným mlýnem
- Zimní noc
- Hřbitov u moře
- Osamělá krajina (Selská svatba) - Studie a konečná práce
- Motiv z Kokořínských údolí
- Krajina s poutníky
- Krajina s procesím
- Zimní večer
- Krajina s dřevěným mostem
- Krajina s kaplí
- 1858 – Letní krajina
- Krajina s povozem na úvozové cestě

## Galerie

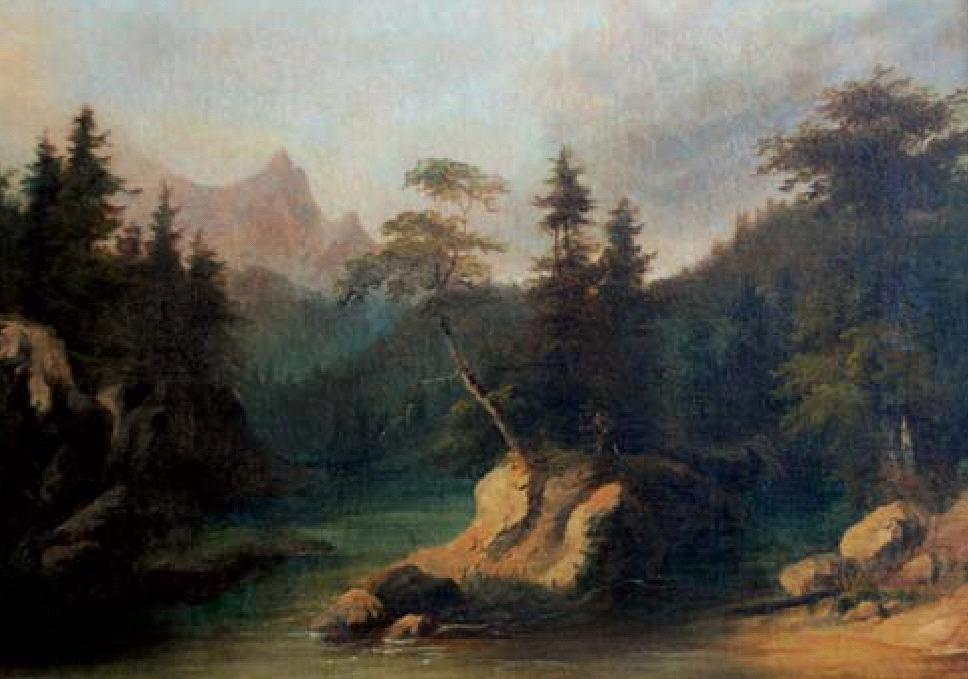
Horská krajina (1852)
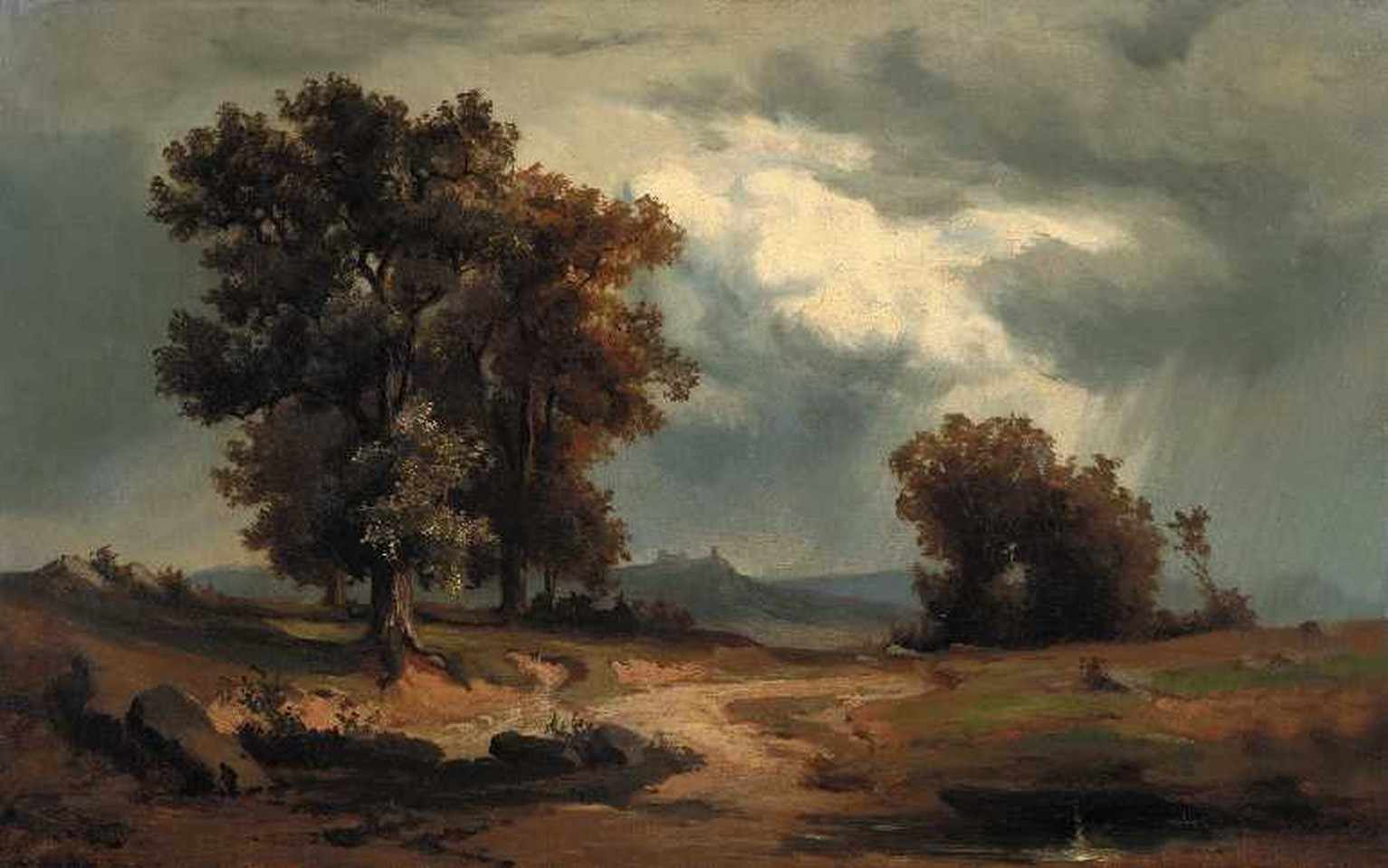
Před bouří (asi 1851)
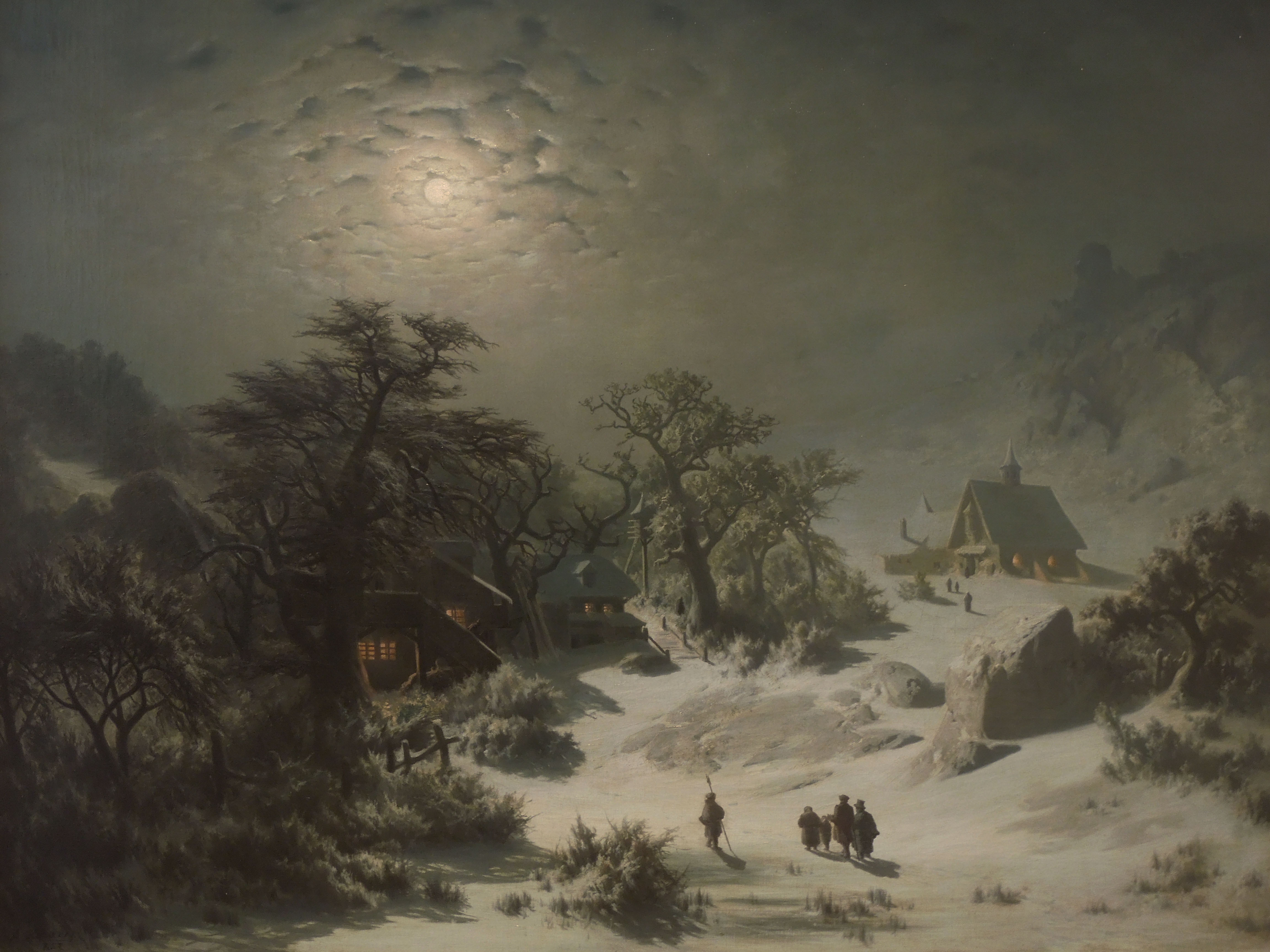
Zimní noc (1857)
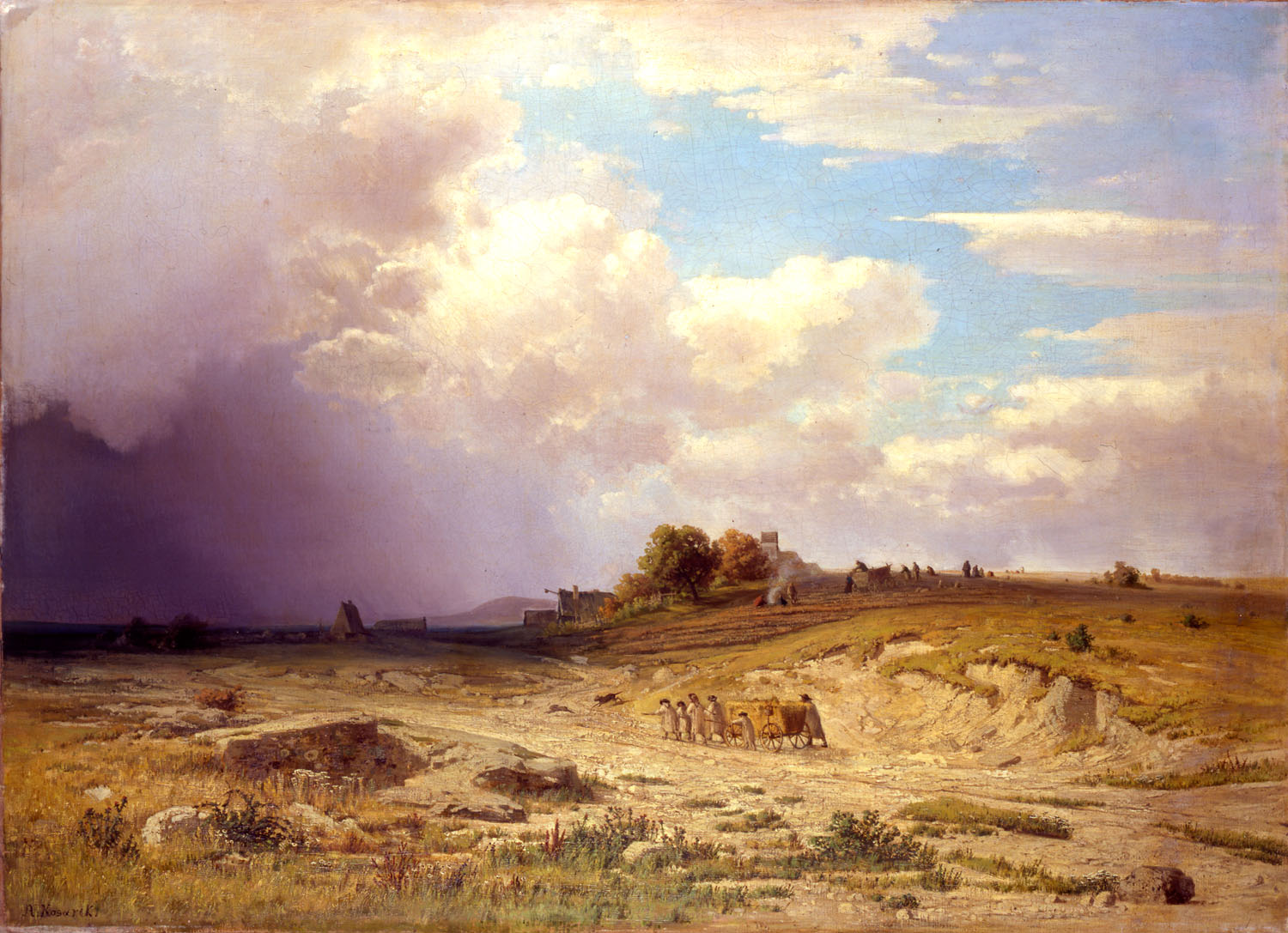
Podzimní krajina (1857)
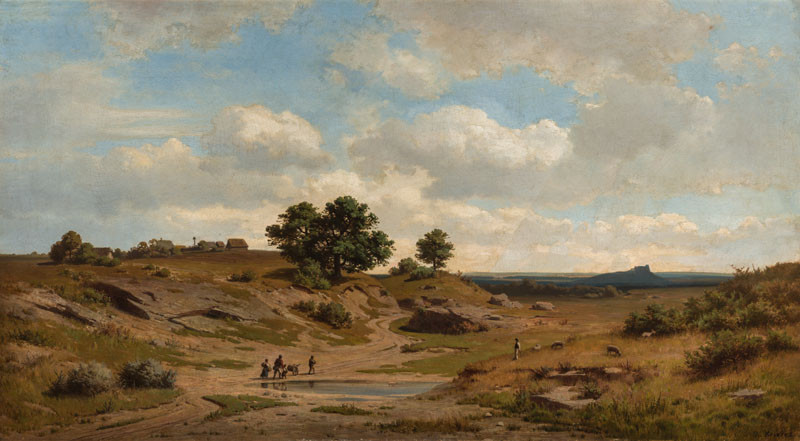
Česká krajina (1858)
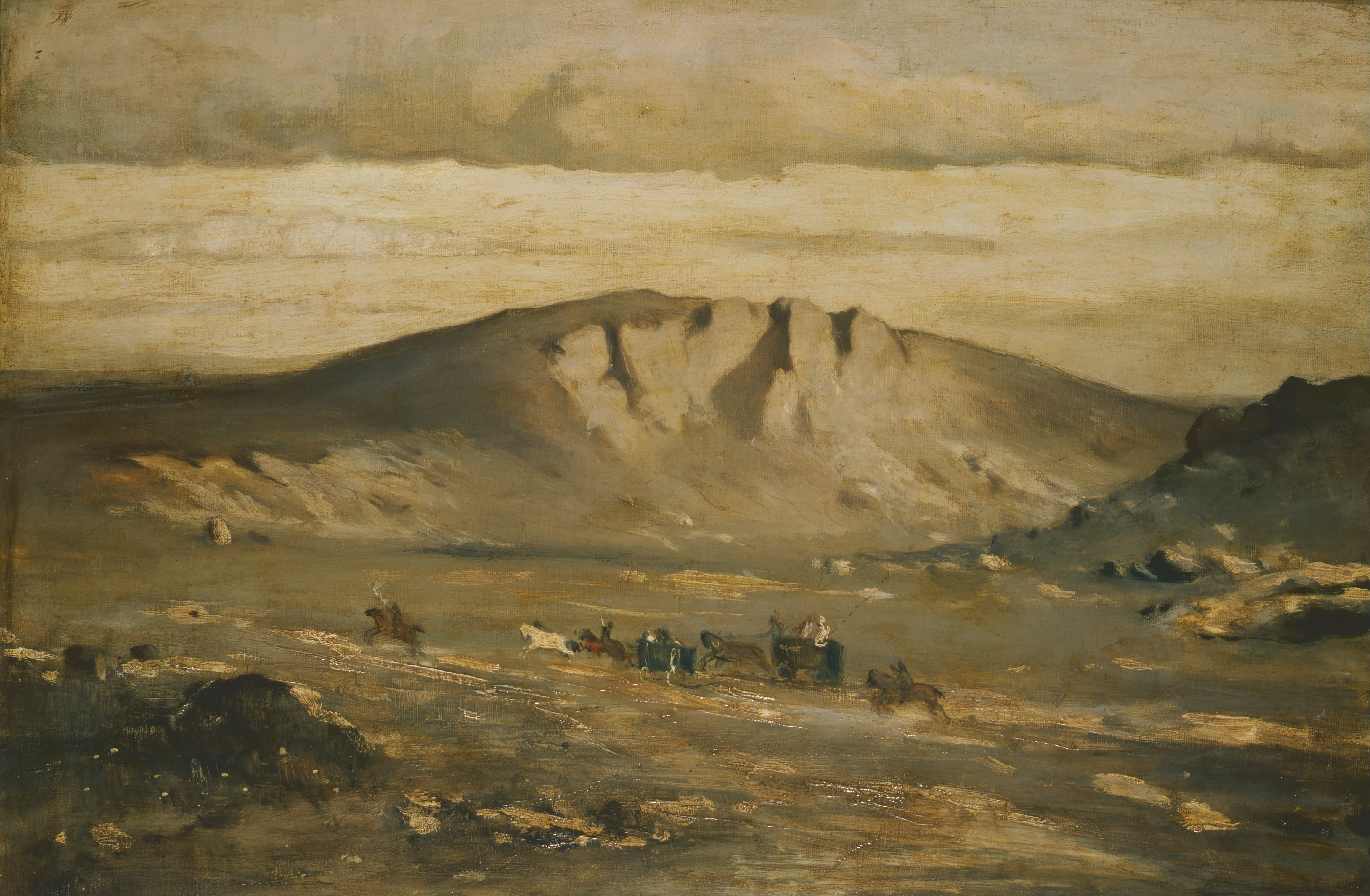
Selská svatba (Osamělá krajina, 1858)
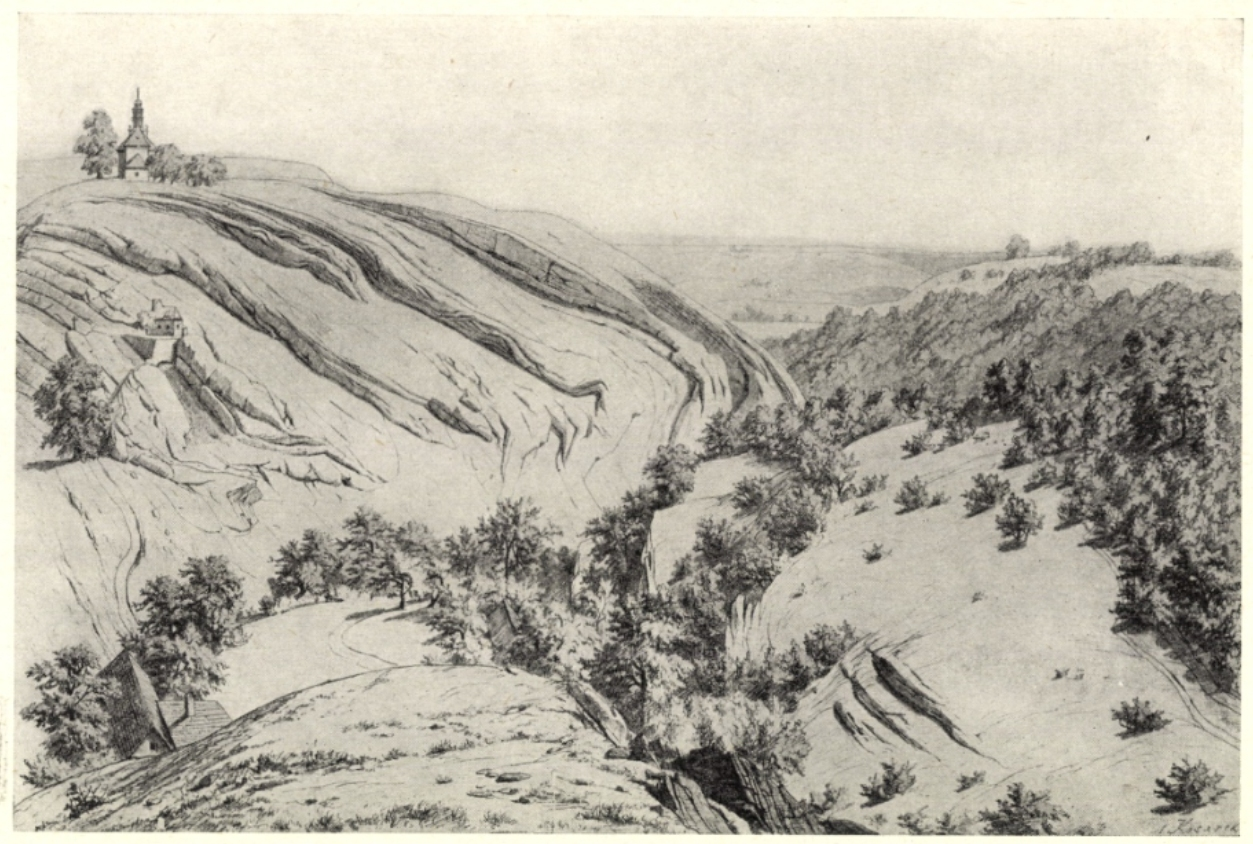
Prokopské údolí (skica tužkou, 1857)